# Coye-la-Forêt
Coye-la-Forêt är en kommun i departementet Oise i regionen Hauts-de-France i norra Frankrike. Kommunen ligger i kantonen Chantilly som tillhör arrondissementet Senlis. År 2022 hade Coye-la-Forêt 3 868 invånare.

## Befolkningsutveckling
Antalet invånare i kommunen Coye-la-Forêt
| Referens: INSEE |